# Pleurostachys pearcei
Pleurostachys pearcei är en halvgräsart som beskrevs av Charles Baron Clarke. Pleurostachys pearcei ingår i släktet Pleurostachys och familjen halvgräs.
Artens utbredningsområde är Peru. Inga underarter finns listade i Catalogue of Life.